# Romieu

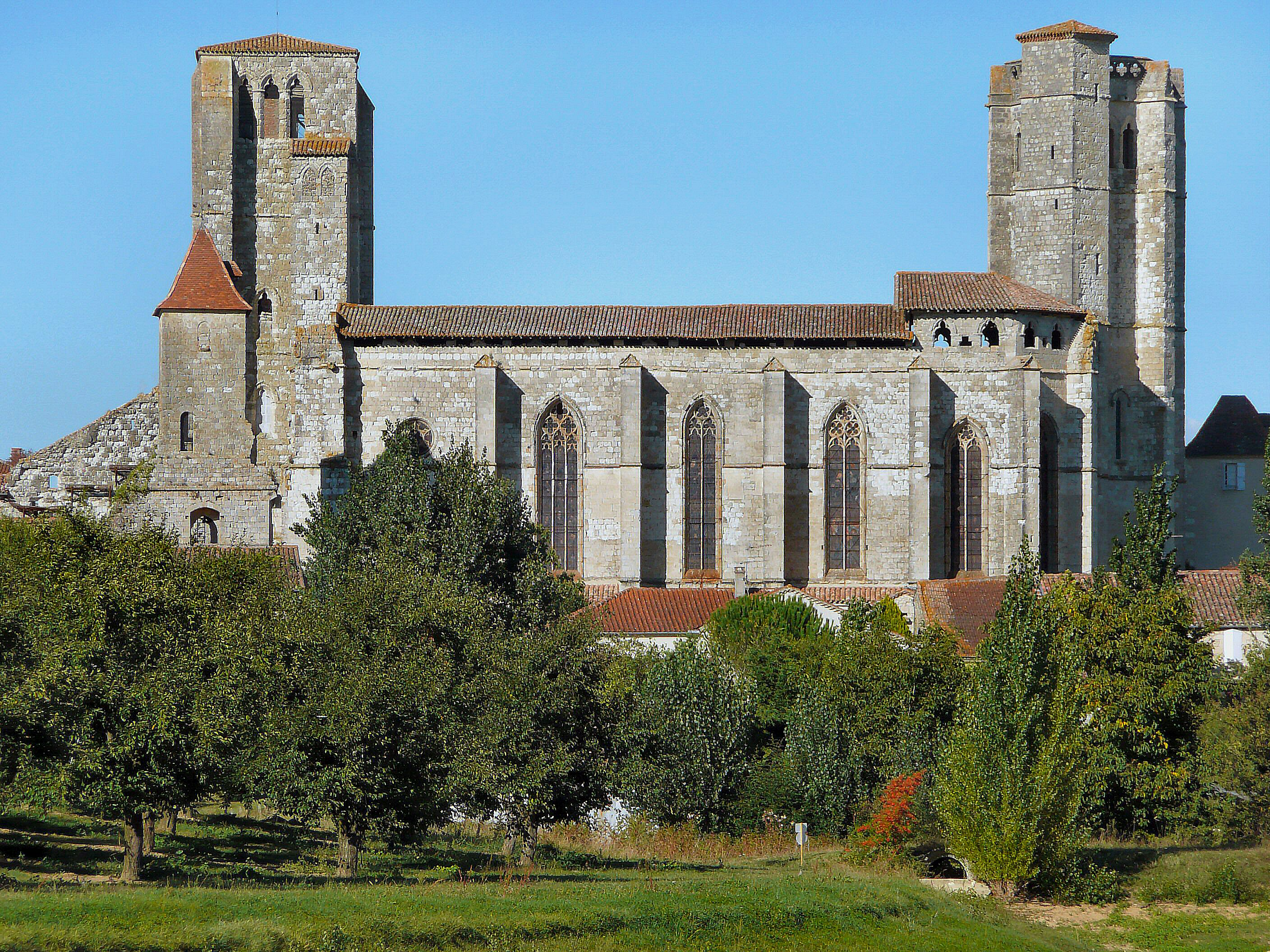
Kolegiata św. Piotra

Romieu – miejscowość i gmina we Francji, w regionie Oksytania, w departamencie Gers.
Według danych na rok 1990 gminę zamieszkiwało 528 osób, a gęstość zaludnienia wynosiła 19 osób/km² (wśród 3020 gmin regionu Midi-Pireneje Romieu plasuje się na 570. miejscu pod względem liczby ludności, natomiast pod względem powierzchni na miejscu 343.).